# Семёнов, Дмитрий Дмитриевич
Дмитрий Дмитриевич Семёнов (1834/1835 — 1902) — русский педагог, писатель
, географ.

## Биография
Родился 22 декабря 1834 (3 января 1835) года в усадьбе Осиновка Оршанского уезда Могилёвской губернии в семье учителя русского языка Дмитрия Ивановича Семёнова (1812—1864) и Александры Петровны, урождённой Ноздровской.
В 1852 году окончил Витебскую гимназию, в 1859 — учительские курсы Петербургского университета, выдержал экзамен на звание учителя географии.
С 1857 года преподавал русскую словесность и географию в 1-й петербургской гимназии и Мариинском училище. В 1860—1862 годах был учителем начальных классов и географии Смольного института. С 1865 года — преподаватель высших педагогических курсов при 2-й петербургской военной гимназии.
В 1868 году был командирован за границу для ознакомления с учительскими семинариями и низшими городскими школами. Затем, 14 лет работал на Кавказе.
В 1870—1878 годах руководил Кубанской учительской семинарией. С 1878 года был директором Закавказской (Горийской) учительской семинарии.
В 1883 году ему было предъявлено обвинение в «неблагонадежности» и «распространении вредного влияния». Тем не менее, в том же году комиссией по народному образованию при Петербургской городской думе он был избран инспектором начальных училищ и занимал эту должность до своей смерти. 
С 1888 по 1891 годы он также был редактором журнала «Детское чтение».
Умер 8 (21) марта 1902 года. Был похоронен в Петербурге на Новодевичьем кладбище; могила утрачена.

## Труды
Основным трудом можно считать географическую хрестоматию «Отечествоведение», вышедшую в шести томах в 1864—1887 годах, которая до 1917 года было обязательной частью гимназического курса. Каждый том издания выдержал несколько переизданий. Все тома «Отечествоведения» построены по единому плану, в соответствии с которым дается полное историко-географическое и статистическое описание определённого региона. Помимо статей самого Семёнова, в издании входят статьи знаменитого педагога Константина Ушинского, Сергея Аксакова, статьи из таких известных книг, как «Землеведение» Карла Риттера, «Живописная Россия» Петра Семёнова-Тян-Шанскогого и других.
- Том 1. Северный край и Финляндия
- Том 2. Южный край. Малороссия, Новороссия, Крым и земли Донского и Черноморского войска.
- Том 3. Кавказ и Урал. Содержит очерки, посвящённые Уральским горам, золотым россыпям Урала, поездке в Илецкую Защиту, рыболовству, быту уральских казаков, башкир и киргизов.
- Том 4. Восток и Запад. Издание С-Петербург, 1874
- Том 5. Великорусский край.
- Том 6, Туркестанский край. Том, впервые вышедший в 1887 году, посвящён в то время недавно присоединенному к России Туркестанскому краю.

Д. Д, Семёнов разработал методики преподавания географии и русского языка. Является автором первых наглядных пособий для гимназий и ряда работ по истории образования:
- «Уроки географии» (3 части)[2]
- «Мир в картинках» (1866)
- «Дар Слова», книга для чтения в младших классах гимназий

Создал серию картин для младших школьников «Времена года», тематика которых соответствовала содержанию ряда разделов учебника Ушинского «Родное слово», а также разработал методические пособия для учителей «Комментарии к наглядному обучению по картинкам».
Автор целого ряда статей (около 300) педагогического, биографического, критического и исторического содержания в разных периодических изданиях.